# Großsteingrab Wittenbergen
Das Großsteingrab Wittenbergen (auch Opferstein oder Riesengrab genannt) war eine megalithische Grabanlage der jungsteinzeitlichen Trichterbecherkultur bei Wittenbergen, einem Ortsteil von Hamdorf im Kreis Rendsburg-Eckernförde in Schleswig-Holstein. Das Grab trägt die Sprockhoff-Nummer 161. Es wurde 1838 von J. J. de Vries beschrieben und wohl im späteren Verlauf des 19. Jahrhunderts zerstört.

## Lage
Der exakte Standort des Grabes ist unbekannt. Laut de Vries befand es sich „bei Wittenbergen […] unten am Vorlande der Eider, welches hier eine ziemlich sumpfige Wiese bildet.“ Nach Sprockhoff dürfte es sich um einen der Hügel gehandelt haben, der auf einem Messtischblatt von 1878/79 westlich von Wittenbergen eingezeichnet ist.

## Beschreibung
Die Anlage besaß eine Hügelschüttung. Bei der Grabkammer handelte es sich um ein wahrscheinlich ostnordost-westsüdwestlich orientiertes Ganggrab mit ovalem Grundriss und einem Gang an der südlichen Langseite. Die Kammer war 1838 bereits nicht mehr vollständig erhalten. De Vries schrieb von zehn Steinen, die ein Oval bildeten. Seine Zeichnung schließt hier die Gangsteine mit ein, sodass nur von acht damals noch erhaltenen Wandsteinen der Kammer ausgegangen werden kann. Von den vermutlich zwei Decksteinen war noch einer erhalten. Dieser hatte eine Länge von 7,75 hamburgischen Fuß (ca. 2,2 m), eine Breite von 4,5 Fuß (ca. 1,3 m) und eine Dicke von 2,5 Fuß (ca. 0,7 m).